# Татт, Уильям Томас
Уильям Томас Татт (англ. William Thomas Tutte; 14 мая 1917 — 2 мая 2002) — британский, позднее канадский криптограф и математик.
Во время Второй мировой войны внёс значительный вклад в расшифровку шифра Лоренца, главной немецкой шифровальной системы, использовавшейся для секретных коммуникаций главнокомандующими вермахта.
Кроме того, получил ряд важных результатов в теории графов.

## Биография
Родился в Ньюмаркете в Саффолке в семье садовника. Степень бакалавра по специальности химия получил в Тринити-колледж (Кембридж). В аспирантуре продолжил изучать физическую химию, но перевелся на математику в конце 1940. В 1941 получил степень Магистра Наук.
Вскоре после начала Второй мировой войны учитель Татта — Партик Дафф — рекомендовал ученика для работы в Центре правительственной связи в Блетчли-парке. После интервью Татт был послан на учебные курсы в Лондон, а после присоединился к научно-исследовательской части в Блетчли-парке. Вначале работал над шифровальной машиной Хагелина, использовавшейся Итальянским военно-морским флотом. Это была роторная шифровальная машина, доступная в промышленных масштабах, так что механизмы кодирования были известны, и дешифрование сообщений требовало только определения настроек машины. Наиболее известная работа в Блетчли-парке — анализ шифра Лоренца.
В 1948 году в Кембридже защитил докторскую диссертацию под руководством Шона Вайли, также работавшем над Танни в Блетчли-парке. В том же году, будучи приглашённым Гарольдом Коксетером, получил работу в Университете Торонто и переехал в Канаду. В 1962 году перешёл в Университет Уотерлу (Онтарио), поселился в с женой предместье Уэст-Монтроуз. В Уотерлу проработал до конца академической карьеры в 1985 году, но и после этого продолжал активную деятельность в ранге заслуженного профессора, принимал участие в основании факультета комбинаторики и оптимизации в Университете Уотерлу.
После смерти жены в 1994 году вернулся жить в родной Ньюмаркет, но после опять вернулся в Уотерлу в 2000 году, где умер два года спустя, похоронен на кладбище Уэст-Монтроуза.

## Анализ шифра Лоренца
31 августа 1941 года германским оператором было послано сообщение в 4500 знаков. Сообщение было получено с ошибками, после чего было передано повторно с небольшими изменениями, но тем же самым ключом. Это позволило Джону Тильтману, ветерану Блетчли-парка, сделать вывод о том, что это был шифр Вернама, и получить текст двух сообщений и ключ.
После безрезультатных попыток криптоаналитиков взломать код машины Танни, имеющаяся информация была передана Татту для дальнейшей работы.
Начал расшифровку с использования метода Касиски, заключающегося в поиске групп символов, которые повторяются в зашифрованном тексте.
С помощью него он установил, что длина ключевого слова равна сорока одному символу. Эту компоненту ключа Татт назвал {\displaystyle \chi }1 (хи1).
Однако, было ясно, что устройство ключа сложнее, то есть существовала и другая компонента, которую он назвал {\displaystyle \psi }1 (пси1).
Таким образом, машина состояла из {\displaystyle \psi } и {\displaystyle \chi } дисков, генерирующих каждые пять бит символа. Татт выяснил, что {\displaystyle \psi } и {\displaystyle \chi } компоненты ключа объединялись функцией XOR. То есть для каждого символа ключ K можно было представить следующим образом:
K = {\displaystyle \chi } ⊕ {\displaystyle \psi } 
После того, как Татт сделал вывод о {\displaystyle \psi }-компоненте, другие исследователи присоединились к изучению структуры машины.
В течение следующих двух месяцев Татт и другие члены исследовательской группы Блетчли-парка восстанавливали логическую структуры шифровальной машины.

## Математическая карьера
Ранние математические труды, выполненные совместно с сокурсниками по Тринити-колледжу, опубликованы под коллективным псевдонимом Бланш Декарт.
Наиболее значительные результаты получил в комбинаторике, теории графов (структуры циклов, максимальный размер паросочетаний, факторизация графов, гамильтоновы и негамильтоновы графы, задачи построения) и теории матроидов (работы в Кембридже 1948 года).
Являлся главным редактором Journal of Combinatorial Theory, работал в редакционных коллегиях ряда математических журналов.

## Признание и память
Среди наград и почётных званий, полученных за работы в течение Второй мировой войны и его последующие математические труды:
- 1958 — член Королевского общества Канады;
- 1971 — премия Джефри — Уильямса Канадского математического общества;
- 1975 — медаль Генри Маршалла Тори королевского общества Канады;
- 1987 — член Лондонского королевского общества;
- 1998 — назначенный почётный директор Центра прикладных криптографических исследований[12];
- 2001 — офицер ордена Канады;
- 2001 — CRM-Fields-PIMS prize.

Также работал библиотекарем в Королевском астрономическом обществе Канады в 1959—1960 годах, и в его честь был назван астероид (14989) Татт.
В 2011 году в благодарность за работу Татта в Блетчли-парке Центр безопасности коммуникаций Канады назвал в его честь Институт математики и вычислений.
В сентябре 2014 в Ньюмаркете — родном городе Татта — была поставлена скульптура в его честь.

## Книги
- Tutte, W. T. (1966), Connectivity in graphs, Mathematical expositions, vol. 15, Toronto, Ontario: University of Toronto Press, Zbl 0146.45603
- Tutte, W. T. (1966), Introduction to the theory of matroids, Santa Monica, Calif.: RAND Corporation report R-446-PR. Also Tutte, W. T. (1971), Introduction to the theory of matroids, Modern analytic and computational methods in science and mathematics, vol. 37, New York: American Elsevier Publishing Company, ISBN 978-0-444-00096-5, Zbl 0231.05027
- Tutte, W. T., ed. (1969), Recent progress in combinatorics. Proceedings of the third Waterloo conference on combinatorics, May 1968, New York-London: Academic Press, pp. xiv+347, ISBN 978-0-12-705150-5, Zbl 0192.33101
- Tutte, W. T. (1979), McCarthy, D.; Stanton, R. G. (eds.), Selected papers of W.T. Tutte, Vols. I, II., Winnipeg, Manitoba: Charles Babbage Research Centre, St. Pierre, Manitoba, Canada, pp. xxi+879, Zbl 0403.05028
  - Volume I: ISBN 978-0-9690778-1-7
  - Volume II: ISBN 978-0-9690778-2-4
- Tutte, W. T. (1984), Graph theory, Encyclopedia of mathematics and its applications, vol. 21, Menlo Park, California: Addison-Wesley Publishing Company, ISBN 978-0-201-13520-6, Zbl 0554.05001 Reprinted by Cambridge University Press 2001, ISBN 978-0-521-79489-3
  - У. Татт. Теория графов. — М.: Мир, 1988.[14]
- Tutte, W. T. (1998), Graph theory as I have known it, Oxford lecture series in mathematics and its applications, vol. 11, Oxford: Clarendon Press, ISBN 978-0-19-850251-7, Zbl 0915.05041 Reprinted 2012, ISBN 978-0-19-966055-1